# Ludolf von Alvensleben (Generalmajor)

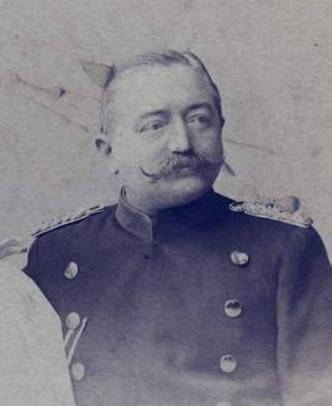
Ludolf von Alvensleben (1844–1912)

Ludolf Hermann Arthur von Alvensleben (* 11. November 1844 in Potsdam; † 8. Dezember 1912 in Halle (Saale)) war ein preußischer Generalmajor und Besitzer des Rittergutes Schochwitz.

## Leben

### Herkunft
Ludolf entstammte der niederdeutschen Adelsfamilie von Alvensleben. Sein Vater war der Generalleutnant Hermann von Alvensleben (1809–1887), seine Mutter Karoline, geborene von Kalitzsch (1814–1887).

### Militärkarriere
Nach dem Schulbesuch in Potsdam trat Alvensleben am 21. Februar 1863 als Fahnenjunker in das Garde-Jäger-Bataillon der Preußischen Armee ein. Dort wurde er am 11. Oktober 1864 zum Sekondeleutnant befördert und nahm mit seinem Verband 1866 während des Krieges gegen Österreich am Gefecht bei Königinhof sowie den Schlachten bei Soor und Königgrätz teil. Im Krieg gegen Frankreich kämpfte Alvensleben 1870/71 bei St. Privat, Beaumont, Sedan und machte die Belagerung von Paris mit. Für seine Leistungen erhielt er das Eiserne Kreuz II. Klasse.
Als Premierleutnant wurde Alvensleben nach dem Friedensschluss auf ein Jahr zur Militär-Schieß-Schule kommandiert. Daran schloss sich für ein weiteres Jahr eine Kommandierung zur Dienstleistung bei Infanterie-Regiment Nr. 93 an. Am 15. Januar 1874 wurde er in das 3. Garde-Regiment zu Fuß versetzt. Mit der Beförderung zum Hauptmann ernannte man ihn am 26. Juli 1877 zum Chef der 12. Kompanie. Mitte August 1888 folgte die Beförderung zum Major und am 3. Dezember 1889 erhielt Alvensleben das Kommando über das Füsilier-Bataillon. 1893 wurde er Oberstleutnant und etatmäßiger Stabsoffizier im Grenadier-Regiment Nr. 110 und 1896 Kommandeur des Grenadier-Regiments „König Karl“ (5. Württembergisches) Nr. 123 in Ulm. Am 22. Mai 1899 wurde Alvensleben unter Verleihung des Charakters als Generalmajor mit der gesetzlichen Pension zur Disposition gestellt.
Er übernahm anschließend die Verwaltung des Rittergutes Schochwitz, wo er nach seinem Tode 1912 beigesetzt wurde.

### Familie
Alvensleben heiratete am 2. Mai 1896 in Gießen Antoinette Freiin von Ricou (1870–1950) und hatte mit ihr vier Kinder:
- Luise (1897–1994) ⚭ 1920 Hilmar Baron von der Recke (1885–1972)
- Mechthild (1898–1979)
- Ludolf-Hermann von Alvensleben (1901–1970), der spätere Generalleutnant der Waffen-SS
- Ingeborg (* 1912)